# Erdődámos
Erdődámos, 1900-ig Dámos (románul Damiș) község Romániában, Bihar megyében, Élesdtől dél-délkeletre, légvonalban 24 kilométerre. 1919-ig és 1941–1944 között Magyarországhoz, Bihar vármegye Élesdi járásához tartozott, 1966-tól Barátka társközsége.

## Fekvése
Erdődámos a Király-erdő északkeleti részén, a Méhsed-, a Barátka- és a Runksor-patakok völgyei által közrezárt karsztfennsíkon fekszik. Északról a Glimeia-hegy (841 m), nyugatról az Oaș-hegy (805 m), délről pedig a Măgura Dosului (948 m) tömbje határolja.

## Története
Első írásos említését 1587-ből ismerjük (Damos), 1610-ben már a sólyomkői uradalom birtokai között tartották számon. A 19. században román lakosságú településként volt ismert, helyben használt neve Damicsu volt. 1920 után hivatalos román neve Dameș lett, innen terjedt el a romániai magyarság körében is Dámes elnevezése. A második bécsi döntés értelmében 1941 és 1944 között fennálló magyar–román határ kettévágta a települést, amelynek déli része – Damiș néven – Romániához tartozott. 1944 szeptemberében a helyiek és a katonaság között kirobbant konfliktus következtében tizenkét erdődámosi lakos vesztette életét.
Erdődámos lélekszáma 1910-ben 1207 fő volt (98,1% román, 1,7% magyar). Az 1977. évi népszámlálásig a falu lakossága 1150 és 1350 között ingadozott, azóta nagy arányú népességcsökkenés figyelhető meg. 2002-ben 680 románajkú lakosa volt Erdődámosnak, 83,2%-uk az ortodox, 16,8%-uk a pünkösdista felekezethez tartozott.

## Látnivalók
A település ortodox temploma 1878-ban épült. Az 1944. szeptemberi polgári áldozatok 1996-ban emelt emlékműve a templom kertjében látható.
Erdődámos tágabb térségében, az ördögszántásokkal és töbrökkel tagolt fennsíkon számos karsztjelenség található. A település közvetlen közelében húzódik a Toaia látványos teknővölgye a Toaia-barlanggal. A további jelentős barlangok és zsombolyok között tartják számon a Méhsed-völgy közelében nyíló Ponorás-barlangot.

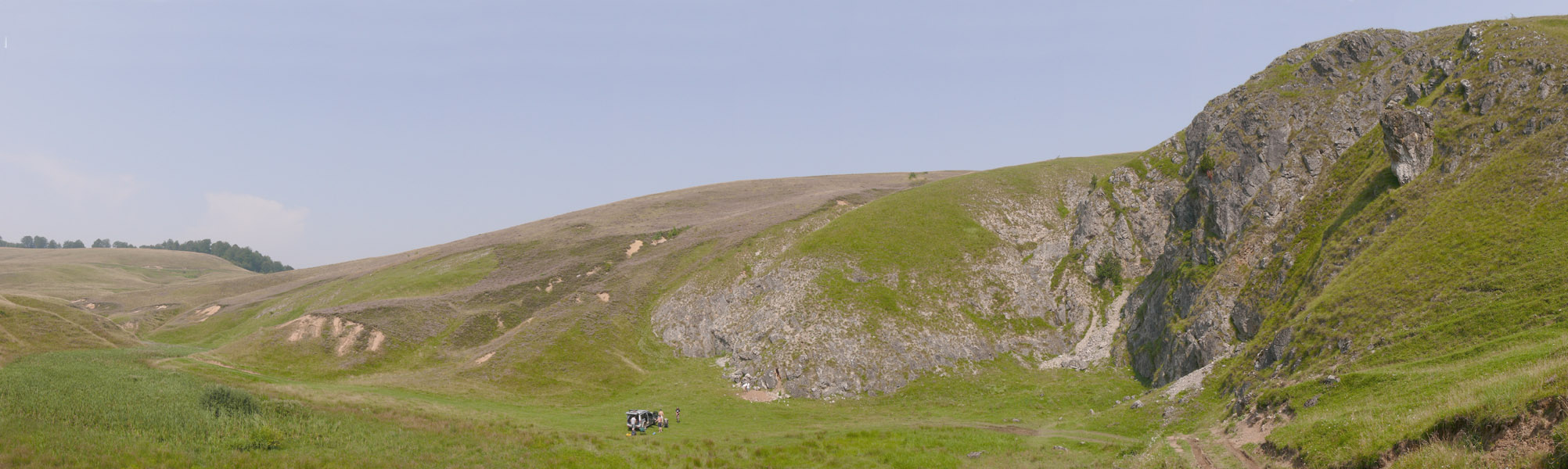
A Toaia teknővölgye Erdődámos közelében